# Pedro Gamboa
Pedro Gamboa (falecido no dia 18 de Novembro de 1510) foi um prelado católico romano que serviu como bispo de Carinola de 1497 a 1510.

## Biografia
No dia 20 de Dezembro de 1497, Pedro Gamboa foi nomeado durante o papado de Alexandre VI como Bispo Coadjutor de Carinola. A 30 de Setembro de 1498, foi consagrado bispo por Geremia Contugi, Bispo de Assis, com Giuliano Maffei, Bispo de Bertinoro, e Carlo Bocconi, Bispo de Vieste, servindo como co-consagradores. Em 1501, sucedeu ao bispado, onde serviu até à sua morte a 18 de Novembro de 1510.